# Daltonia angustifolia
Daltonia angustifolia là một loài rêu trong họ Daltoniaceae. Loài này được Dozy & Molk. mô tả khoa học đầu tiên năm 1844.